# Tiếng Geʽez

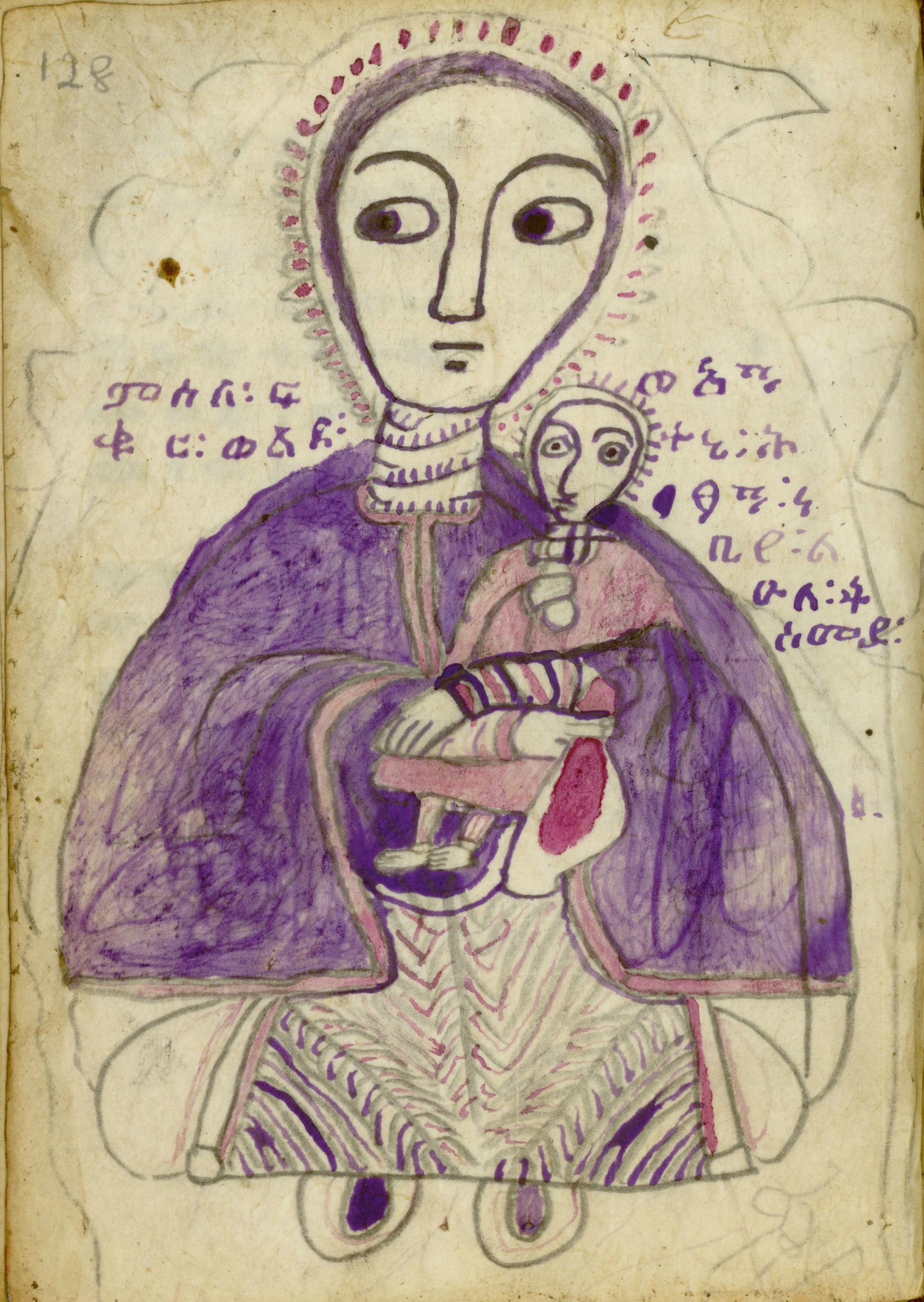
Hình vẽ Maria Đồng trinh với con trai, từ một bản thảo Ge'ez của Weddasé Māryām, khoảng 1875.

Tiếng Geʽez (ግዕዝ, Gəʿəz [ɡɨʕɨz]; cũng được chuyển tự là Giʻiz), đôi khi gọi là tiếng Ethiopia Cổ điển, là một ngôn ngữ Nam Semit đã tuyệt chủng. Ngôn ngữ này bắt nguồn từ miền nam Eritrea và miền bắc Ethiopia tại Sừng châu Phi. Nó sau đó trở thành ngôn ngữ chính thức của Vương quốc Aksum.
Ngày nay, tiếng Ge'ez chỉ còn là ngôn ngữ dùng trong phụng vụ của Giáo hội Chính thống giáo Tewahedo Ethiopia, Giáo hội Chính thống giáo Tewahedo Eritrea, Giáo hội Công giáo Ethiopia, Giáo hội Công giáo Eritrea, và cộng đồng Do Thái Beta Israel. Tuy vậy, tiếng Amhara (lingua franca chính của Ethiopia) và tiếng Tigrinya (tại Eritrea) vài chỗ cũng được dùng thay thế. Tiếng Tigrinya và tiếng Tigre là hai sinh ngữ có quan hệ gần nhất với tiếng Ge'ez. Các nhà ngôn ngữ không cho rằng tiếng Ge'ez là ngôn ngữ tiền thân của các ngôn ngữ Semit Ethiopia hiện đại, mà chỉ là hậu thân của một ngôn ngữ phân tách sớm từ tiếng Semit Ethiopia nguyên thủy, và do đó có thể được xem là ngôn ngữ chị em của tiếng Tigre và Tigrinya. Những chuyên gia như Amsalu Aklilu đã chỉ ra số lớn danh từ mà tiếng Amhara mượn tiếng Ge'ez mà về ngữ âm vẫn không đổi và thậm chí cách viết cũng đồng nhất.

## Ngữ âm

### Nguyên âm
- a /æ/ < Semit nguyên thủy *a; sau đó trở thành e
- u /u/ < Semit nguyên thủy *ū
- i /i/ < Semit nguyên thủy *ī
- ā /aː/ < Semit nguyên thủy *ā; sau đó trở thành a
- e /e/ < Semit nguyên thủy *ay
- ə /ɨ/ < Semit nguyên thủy *i, *u
- o /o/ < Semit nguyên thủy *aw

Cũng được chuyển tự là ä, ū/û, ī/î, a, ē/ê, e/i, ō/ô.

### Phụ âm

#### Chuyển tự
Ge'ez is transliterated according to the following system:
| chuyển tự. | h | l | ḥ | m | ś | r | s | sh | ḳ | b | t | ḫ | n | ʾ |
| Chữ Ge'ez  | ሀ | ለ | ሐ | መ | ሠ | ረ | ሰ | ሸ  | ቀ | በ | ተ | ኀ | ነ | አ |

| Chuyển tự. | k | w | ʿ | z | y | d | g | ṭ | p̣ | ṣ | ḍ | f | p |
| Chữ Ge'ez  | ከ | ወ | ዐ | ዘ | የ | ደ | ገ | ጠ | ጰ | ጸ | ፀ | ፈ | ፐ |

Vì tiếng Ge'ez không còn là ngôn ngữ nói, cách phát âm một vài phụ âm không hoàn toàn chắc chắn.

#### Âm vị phụ âm tiếng Ge'ez
|          |           | Môi    | Răng    | Răng    | Vòm   | Ngạc mềm, Lưỡi gà | Ngạc mềm, Lưỡi gà | Yết hầu | Thanh hầu |
| thường   | cạnh lưỡi | Môi    | thường  | môi hóa | Vòm   |                   |                   | Yết hầu | Thanh hầu |
| -------- | --------- | ------ | ------- | ------- | ----- | ----------------- | ----------------- | ------- | --------- |
| Mũi      | Mũi       | m      | n       |         |       |                   |                   |         |           |
| Tắc      | vô thanh  | p      | t       |         |       | k                 | kʷ                |         | ʔ ⟨'⟩     |
| Tắc      | hữu thanh | b      | d       |         |       | ɡ                 | ɡʷ                |         |           |
| Tắc      | tống ra   | pʼ ⟨p̣⟩ | tʼ ⟨ṭ⟩  |         |       | kʼ ⟨ḳ⟩            | kʷʼ ⟨ḳʷ⟩          |         |           |
| Tắc xát  | tống ra   |        | t͡sʼ ⟨ṣ⟩ |         |       |                   |                   |         |           |
| Xát      | vô thanh  | f      | s       | ɬ? ⟨ś⟩  |       | χ? ⟨ḫ⟩            |                   | ħ ⟨ḥ⟩   | h         |
| Xát      | hữu thanh |        | z       |         |       |                   |                   | ʕ ⟨'⟩   |           |
| Xát      | tống ra   |        |         | ɬʼ? ⟨ḍ⟩ |       |                   |                   |         |           |
| Rung     | Rung      |        | r       |         |       |                   |                   |         |           |
| Tiếp cận | Tiếp cận  |        |         | l       | j ⟨y⟩ |                   | w                 |         |           |